# Leptopterix plumistrella
Leptopterix plumistrella is een vlinder uit de familie zakjesdragers (Psychidae). De wetenschappelijke naam van deze soort is voor het eerst geldig gepubliceerd in 1793 door Hübner.
De soort komt voor in Europa.